# Vivaldicoalitie

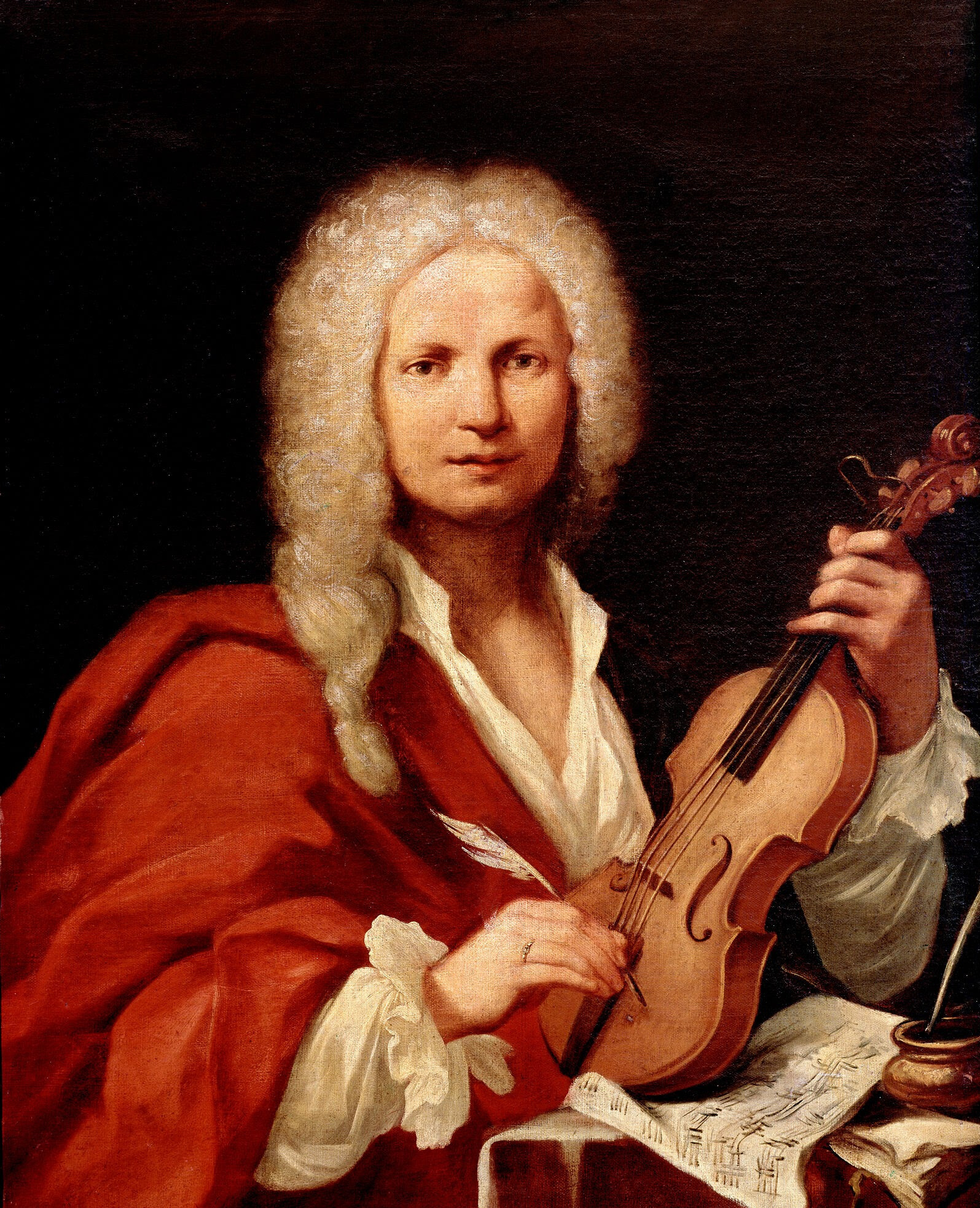
Antonio Vivaldi (1678-1741), componist van De vier jaargetijden. Naar hem werd de Vivaldicoalitie vernoemd, verwijzend naar vier politieke strekkingen en vier seizoenen.

De Vivaldicoalitie is een Belgische regeringscoalitie bestaande uit liberalen, sociaaldemocraten, ecologisten en christendemocraten. De coalitie is genoemd naar de Italiaanse violist en componist Antonio Vivaldi en verwijst naar diens werk De vier jaargetijden, een toespeling op de kleuren van de politieke families in zulke coalitie: 
- blauw (winter) voor de liberalen: Open Vld en MR
- groen (lente) voor de ecologisten: Groen en Ecolo
- rood (zomer) voor de socialisten: Vooruit en PS
- oranje (herfst) voor de christendemocraten: CD&V

De term werd voor de eerste maal gehanteerd door de krant La Libre Belgique in december 2019, tijdens de federale regeringsformatie van 2019-2020. De eerste regering uit die samenstelling werd uiteindelijk de regering-De Croo.
De term Vivaldicoalitie is een voorbeeld van wetstratees, het vakjargon van politieke verslaggevers in België.